# Coca-Cola Creations
Coca-Cola Creations is een serie aan speciale oplages van Coca-Cola. Het werd voor het eerst geintroduceerd in 2022 en is ontworpen om nieuwe jonge consumenten aan te spreken. De smaken gebruiken niet-tradionele verpakkingen als conversatiestarter.

## Varianten

### Starlight
Coca-Cola Starlight was een limited-edition variant van Coca-Cola. Het werd in 2022 als eerste drankje binnen de Coca-Cola Creations-lijn geïntroduceerd. Het werd geproduceerd en gedistribueerd door de Coca-Cola Company en zijn. Het drankje had een rode kleur en een unieke smaak "geïnspireerd op de ruimte". 
In het Verenigd Koninkrijk, waar het drankje een Zero-Sugarvariant was, was het bekend als Coca-Cola Intergalactic. In Zuid-Korea werd het verkocht als Coca-Cola Stardust. In Thailand werd het verkocht als Coca-Cola Starshine.

### Move
Coca-Cola Move, in Nederland Coca-Cola Movement werd in februari 2023 geïntroduceerd. In Nederland was dit de eerste variant van de Creations-lijn die verkrijgbaar was binnen de Nederlandse markt. Deze variant werd uitgebracht in samenwerking met de Grammy-winnende artiest Rosalía. Zij schreef het nummer LLYLM dat is te horen tijdens de introductie van het drankje.

### Y3000
Coca-Cola Y3000, in Nederland Coca-Cola 3000 werd in september 2023 geïntroduceerd. Het drankje was mede ontworpen door middel van  kunstmatige intelligentie. Het drankje was te verkrijgen in de VS, Argentinië, Australië, China, Kazachstan, Georgië, Zuid-Afrika, Nederland en Turkije.

### K-wave

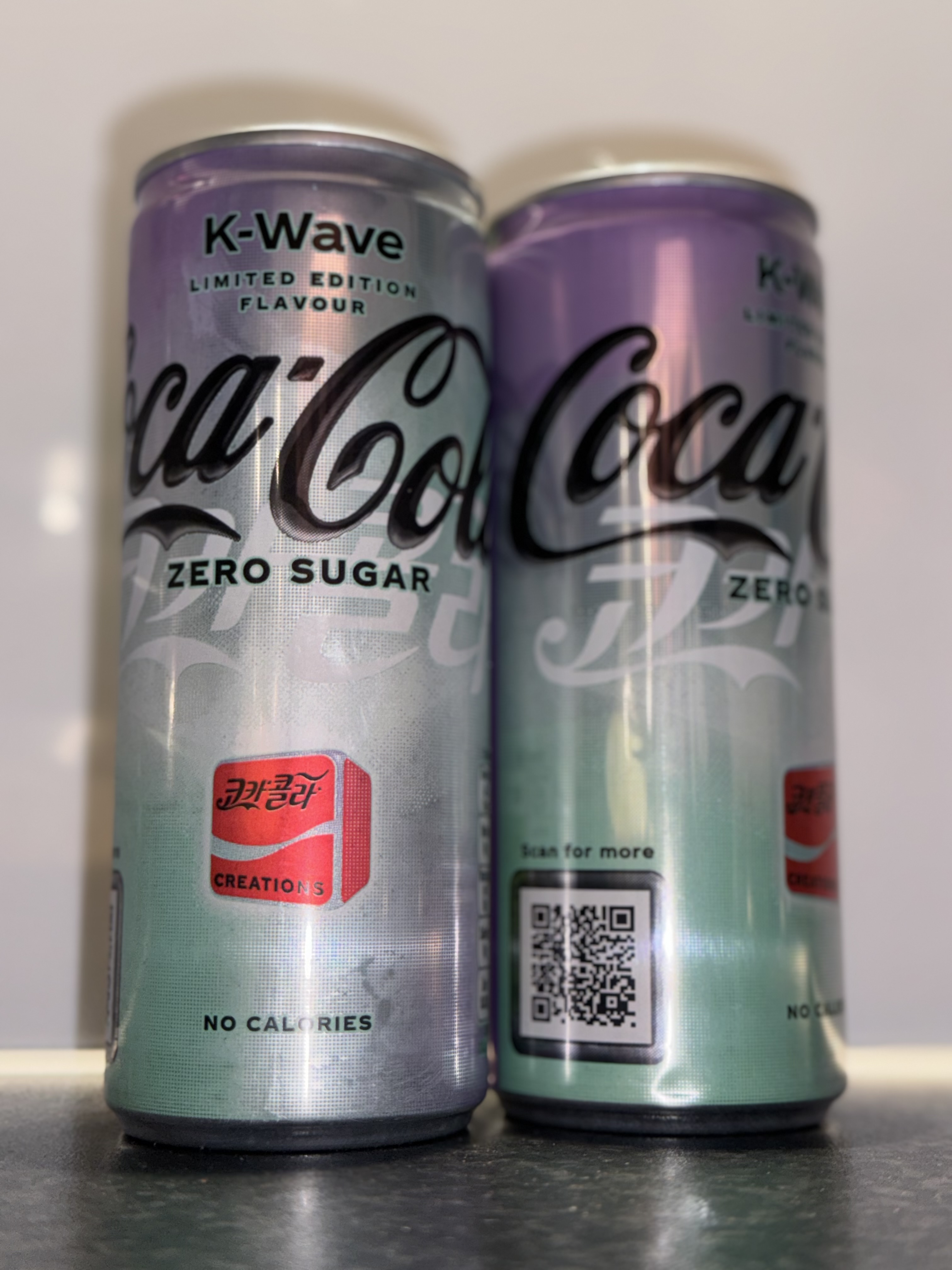
Blikjes K-Wave

Coca-Cola K-Wave werd op 20 februari 2024 geïntroduceerd als een exclusieve Coca-Cola variant en was in sommige landen enkel online verkrijgbaar. De "Fruity Fantasy flavoured" frisdrank kon in deze landen los worden besteld in een speciaal doosje dat vier blikjes van het drankje bevatte, samen met een 3D-stickervel en een uitnodiging voor een exclusieve streaming access voor het aankomende Coca-Cola K-Wave Concert dat zou moeten plaatsvinden in Incheon, Zuid-Korea op 2 juni 2024. In Nederland waren de blikjes los verkrijgbaar in de supermarkt.